# Rome Township (comté de Jones, Iowa)
Rome Township est un township du comté de Jones en Iowa, aux États-Unis,.
Il est fondé en 1842.

## Source de la traduction
- (en) Cet article est partiellement ou en totalité issu de l’article de Wikipédia en anglais intitulé « Rome Township, Jones County, Iowa » (voir la liste des auteurs).